# Hesher
Hesher es un EP y el primero lanzado por la banda canadiense de rock, Nickelback.
Todas las canciones fueron escritas y presentadas por Nickelback. Fue liberado en febrero de 1996. Supuestamente, el nombre provenía de la respuesta de la banda cuando se le preguntó si quería grabar un demo, a los que ellos respondieron, "hey, sure". 

El costo de las sesiones de grabación fue de $4000 dólares, financiado por el padrastro de Chad Kroeger.

## Lista de canciones
1. "Where?" – 4:27
2. "Window Shopper" – 3:42
3. "Fly" – 2:53
4. "Truck" – 3:51
5. "Left" – 4:03
6. "In Front of Me" – 5:32
7. "DC" – 4:46

Cuatro de las siete canciones se relanzaron en su próximo álbum, Curb (1996). Estas canciones fueron: "Where?", "Window Shopper", "Fly" and "Left".